# Kaestlea bilineata
Espèce
Synonymes
- Mocoa bilineata Gray, 1846

Statut de conservation UICN

 LC  : Préoccupation mineure
Kaestlea bilineata est une espèce de sauriens de la famille des Scincidae.

## Répartition
Cette espèce est endémique du Sud de l'Inde. Elle se rencontre dans les États du Tamil Nadu et du Kerala.

## Publication originale
- Gray, 1846 : Descriptions of some new species of Indian Lizards. Annals and Magazine of Natural History, sér. 1, vol. 18, p. 429-430 (texte intégral).